# Constantin Dumitrescu (Radsportler)

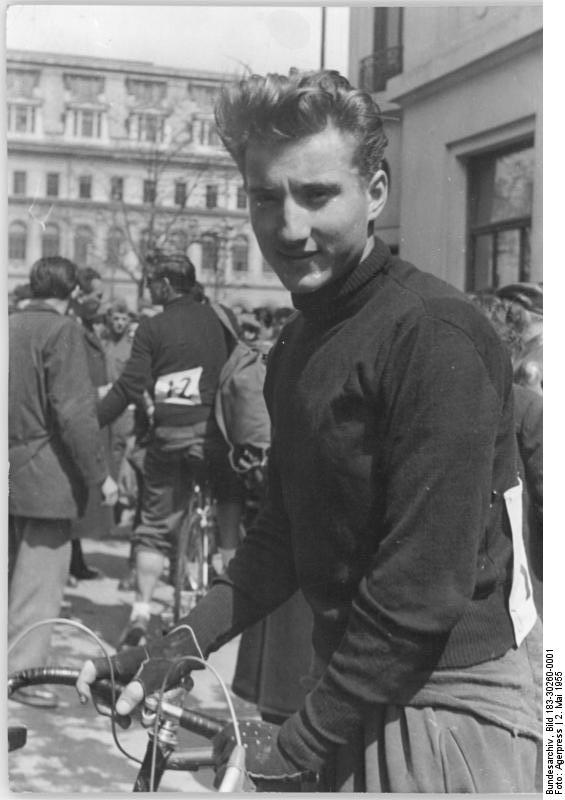
Constantin Dumitrescu, Friedensfahrt 1955

Constantin Dumitrescu (* 10. August 1934 in Bukarest) ist ein ehemaliger rumänischer Radrennfahrer. Sein erlernter Beruf war Chemielaborant.

## Sportliche Laufbahn
Er nahm von 1953 bis 1965 elfmal an der Internationalen Friedensfahrt teil und belegte 1956 den 2. Platz. Im selben Jahr gewann er eine Etappe bei der Tour d’Europe und startete bei den Olympischen Sommerspielen in Melbourne. Nach einer zweijährigen Pause bei der Friedensfahrt konnte er 1962 den 3. und 1963 den 6. Platz in der Gesamtwertung belegen. Er war sehr beliebt – sein Spitzname lautete „Dumi“. 1961 holte er zwei Etappensiege in der Rumänien-Rundfahrt und gewann die Bergwertung. 1964 gewann er erstmals eine Etappe beim Course de la Paix, an dem er 1965 letztmals teilnahm. Dumitrescu war auch im Bahnradsport aktiv. 1966 wurde er zwar rumänischer Meister in der Einerverfolgung, kam jedoch bei der WM nur auf einen hinteren Platz. Er verfügte über ausgezeichnete Zeitfahrqualitäten, so dass er in den Jahren 1957, 1963 und 1966 den rumänischen Landesmeistertitel im Einzelzeitfahren erobern konnte.
Dumitrescu war auch ein erfolgreicher Radquerfeldeinfahrer. Den nationalen Titel holte er 1957, 1961 und 1963.
Im Mai 1967 startete er in Paris beim Grand Prix de l’Humanité und nutzte diese Gelegenheit, um in Frankreich zu bleiben, Professionell zu werden und die Tour de France zu bestreiten. Der rumänische Verband verhinderte jedoch einen Start im Internationalen Team, ebenso 1968. 1969 und 1970 war er in Frankreich Profi als Individuel (Einzelfahrer ohne Mannschaft) aktiv. Er arbeitete in einem petrochemischen Unternehmen und war wohnhaft in Marseille.

## Palmarès
| Jahr | Erfolg | Erfolg            | Rennen                           |
| ---- | ------ | ----------------- | -------------------------------- |
| 1954 | Sieger | Sieger            | Rumänien-Rundfahrt               |
| 1955 | Sieger | Sieger            | Rumänien-Rundfahrt               |
| 1955 | 3.     | 6. Etappe         | Friedensfahrt                    |
| 1956 | Sieger | Sieger            | Rumänien-Rundfahrt               |
| 1956 | 2.     | 2.                | Friedensfahrt                    |
| 1956 | Sieger | 9. Etappe, Teil b | Tour d’Europe                    |
| 1956 | Sieger | 10. Etappe        | Tour d’Europe                    |
| 1957 | Sieger | Sieger            | Course de la Montagne (Rumänien) |
| 1957 | Sieger | Sieger            | Course de la Victoire (Rumänien) |
| 1957 | 2.     | 9. Etappe         | Friedensfahrt                    |
| 1962 | 2.     | 6. Etappe         | Friedensfahrt                    |
| 1962 | 3.     | Gesamtwertung     | Friedensfahrt                    |
| 1963 | 2.     | 8. Etappe         | Friedensfahrt                    |
| 1963 | 3.     | 12. Etappe        | Friedensfahrt                    |
| 1963 | Sieger | 10. Etappe        | Milk Race                        |
| 1963 | Sieger | 7. Etappe         | Milk Race                        |
| 1963 | 2.     | Gesamtwertung     | Milk Race                        |
| 1964 | Sieger | 8. Etappe         | Friedensfahrt                    |
| 1964 | 3.     | 9. Etappe         | Friedensfahrt                    |
| 1965 | 2.     | 9. Etappe         | Friedensfahrt                    |
| 1968 | 3.     | 3.                | Mur-de-Bretagne, (Frankreich)    |
| 1969 | 3.     | 3.                | Callac, (Frankreich)             |